# نورمان بيلشر
نورمان بيلشر (بالإنجليزية: Norman Belcher)‏ هو لاعب كرة قدم أسترالية أسترالي، ولد في 10 يوليو 1879 في Leopold, Victoria ‏ في أستراليا، وتوفي في 31 يناير 1947 في غيلونغ في أستراليا.

## وصلات خارجية
- نورمان بيلشر على موقع AustralianFootball.com (الإنجليزية)
- نورمان بيلشر على موقع AFLtables.com (الإنجليزية)